# Mgławica Merope
Mgławica Merope (NGC 1435, nazywana również Mgławicą Tempela) – mgławica refleksyjna w gromadzie Plejady w gwiazdozbiorze Byka. Odkrył ją 19 października 1859 Wilhelm Tempel. 
NGC 1435 była jedyną mgławicą refleksyjną w Plejadach znaną Johnowi Herschelowi, kiedy tworzył swój Katalog Ogólny (General Catalogue). Nadał jej oznaczenie GC 768. W katalogu NGC jest opisana jako duża, ale bardzo słaba mgławica dyfuzyjna wokół gwiazdy Merope, podany rozmiar kątowy wynosi około 0,5°.
W pobliżu Mgławicy Merope znajduje się mgławica dyfuzyjna IC 349 nazywana Mgławicą Merope Barnarda.